# Ll'urdemo emigrante
Ll'urdemo emigrante è una canzone napoletana scritta nel 2001 da Vincenzo Campagnoli, Gaetano Campagnoli, Mario Guida e Gennaro Quirito ed interpretata da Mario Merola e suo figlio Francesco Merola. È la canzone vincitrice del Festival di Napoli 2001.

## Descrizione
Ll'urdemo emigrante fu pubblicata la prima volta nel 2001 nella interpretazione di Mario Merola e Francesco Merola. Il brano fu presentato in gara al Festival di Napoli 2001 su Rete 4 dove vinse il primo premio. Il brano verrà pubblicato nella raccolta Festival di Napoli 2001 dove vennero racchiusi tutti i brani del Festival nel 2001, nell'album Dedicanto di Francesco Merola nel 2002 e nell'album-raccolta I miei festival di Napoli di Mario Merola nel 2005.